# تساکوری
تساکوری (به ارمنی: Ծակուռի) یک منطقهٔ مسکونی در جمهوری آرتساخ است که در استان هادروت واقع شده‌است. تساکوری بر اساس سرشماری سال ۲۰۰۵ بالغ بر ۱۰۰ تن جمعیت دارد.

## نگارخانه

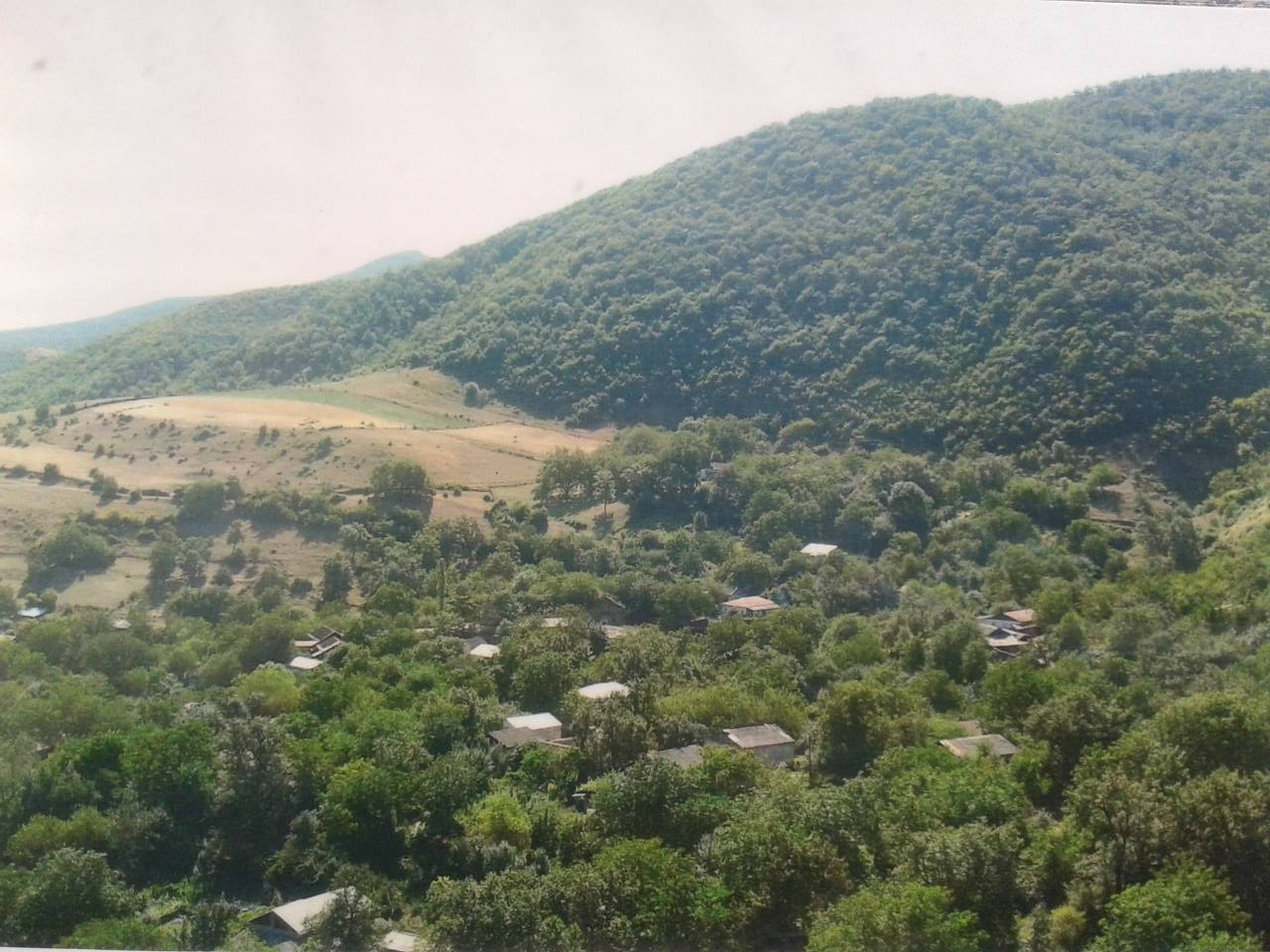
دورنمای روستای تساکوری، استان هادروت